# Evippa strandi
Evippa strandi là một loài nhện trong họ Lycosidae.
Loài này thuộc chi Evippa. Evippa strandi được Roger de Lessert miêu tả năm 1926.